# Hessisch Lichtenau
Hessisch Lichtenau é uma pequena cidade localizada no distrito de Werra-Meißner ao norte de Hessen, na Alemanha.

## Ligação externa
- Página oficial da cidade (em alemão)